# Matej Klemenčič
Matej Klemenčič, slovenski umetnostni zgodovinar in pedagog, * 7. januar 1971, Ljubljana.
Predava na Oddelku za umetnostno zgodovino Filozofske fakultete Univerze v Ljubljani.

## Nagrade in priznanja

### Priznanje Izidorja Cankarja
- 2007: za uspešno izveden projekt Almanach in slikarstvo druge polovice 17. stoletja na Kranjskem (kot del ekipe)
- 2015: za monografijo Francesco Robba (1698–1757). Beneški kipar in arhitekt v baročni Ljubljani
- 2019: za monografijo Križanke (kot del ekipe)
- 2023: za organizacijo in izvedbo mednarodnega simpozija Patrons, Intermediaries and Venetian Artists in Vienna and Imperial Domains (1650–1750) ter uredništvo istoimenske znanstvene monografije (kot del ekipe)